# 鄭珪
鄭珪（1430年—？），字叔瀾，直隸松江府華亭縣人，民籍，明朝政治人物。進士出身。

## 生平
應天府鄉試第四十九名。景泰五年（1454年）甲戌科會試第三十七名，殿試登進士第二甲第九十九名。
曾祖鄭原式，曾任府同知。祖父鄭德彝。父鄭信。